# Tschebotarjowscher Dichtigkeitssatz
Der tschebotarjowsche Dichtigkeitssatz (je nach Transkription auch Dichtigkeitssatz von Chebotarëv oder Tschebotareff) ist eine Verallgemeinerung des Satzes von Dirichlet über Primzahlen in arithmetischen Progressionen auf Galoiserweiterungen von Zahlkörpern. Im Falle einer abelschen Erweiterung von {\displaystyle \mathbb {Q} } erhält man daraus den Satz zurück, dass die Menge der Primzahlen der Form {\displaystyle ak+n}, {\displaystyle (a,n)=1} natürliche Dichtigkeit {\displaystyle 1/\varphi (n)} hat, wobei {\displaystyle \varphi (n)} für die Eulersche Phi-Funktion steht. In seiner allgemeinen Form folgt daraus insbesondere der 1880 von Kronecker bewiesene Satz, dass genau {\displaystyle 1/n} der Primzahlen vollständig zerlegt in einer gegebenen Galoiserweiterung von {\displaystyle \mathbb {Q} } vom Grad {\displaystyle n} sind.
Der Satz wurde von Nikolai Grigorjewitsch Tschebotarjow im Jahr 1922 gefunden und 1923 erstmals auf Russisch, 1925 auf Deutsch veröffentlicht.

## Formulierung
Sei {\displaystyle L|K} eine galoissche Erweiterung von Zahlkörpern, {\displaystyle G:=G(L|K)} ihre Galoisgruppe und {\displaystyle C\subset G} eine Konjugationsklasse von {\displaystyle G}. Dann hat die Menge der unverzweigten Primideale {\displaystyle {\mathfrak {p}}} von {\displaystyle K}, deren Frobenius-Element (im Falle einer nicht-abelschen Erweiterung ist dies im Allgemeinen eine Konjugationsklasse) gleich {\displaystyle C} ist, natürliche Dichtigkeit
{\displaystyle {\frac {|C|}{|G|}}}.

## Anwendungen
Für eine abelsche Erweiterung, beispielsweise bei quadratischen Zahlkörpern besteht jede Konjugationsklasse aus genau einem Element, weshalb man eine Gleichverteilung erhält. Ist {\displaystyle G=S_{3}} die nicht-abelsche Gruppe der Ordnung {\displaystyle 6}, so bestehen die Konjugationsklassen {\displaystyle \{\mathrm {id} \},\{(1,2),(1,3),(2,3)\},\{(1,2,3),(1,3,2)\}} aus 1, 3 bzw. 2 Elementen, sodass {\displaystyle 1/6} der Primideale von {\displaystyle K} in drei Primideale voll zerlegt, {\displaystyle 3/6=1/2} in genau zwei zerlegt (mit Trägheitsgrad {\displaystyle 2} und {\displaystyle 1}) und {\displaystyle 2/6=1/3} träge sind.
Man kann daraus auch folgern, dass es genau für zusammengesetzte Zahlen {\displaystyle n} ein irreduzibles Polynom {\displaystyle f} über einem globalen Körper {\displaystyle K} gibt, sodass {\displaystyle f} über allen lokalen Vervollständigungen {\displaystyle K_{\mathfrak {p}}} reduzibel ist. Beispielsweise gilt dies für jedes {\displaystyle f\in \mathbb {Z} [X]} mit einer zur kleinschen Vierergruppe {\displaystyle C_{2}\times C_{2}} isomorphen Galoisgruppe.
Über die Zerlegung eines Polynoms in Restklassenkörpern kann man auch Informationen über die Struktur der zugehörigen Galoisgruppen erhalten und diese mit dem tschebotarjowschen Dichtigkeitssatz probabilistisch eingrenzen.
Zerfällt {\displaystyle f\in \mathbb {Z} [X]\setminus \{0\}} modulo fast aller Primzahlen vollständig in Linearfaktoren, so zerfällt es auch über {\displaystyle \mathbb {Q} } vollständig; dies ist eine Art Lokal-Global-Prinzip. Ist {\displaystyle f} ein irreduzibles Polynom mit ganzzahligen Koeffizienten, das modulo fast aller Primzahlen eine Nullstelle hat, so hat es Grad {\displaystyle 1}.
Sind {\displaystyle L,M} Galoiserweiterungen eines Zahlkörpers {\displaystyle K} und ist die Menge der Primideale von {\displaystyle K}, die in {\displaystyle L} bzw. {\displaystyle M} voll zerlegt sind, bis auf endlich viele Ausnahmen gleich, so folgt {\displaystyle L=M}. (Dabei kann die Voraussetzung, dass die Erweiterungen galoissch sind, nicht fallengelassen werden.) Eine Galoiserweiterung ist also eindeutig bestimmt durch die Menge der vollzerlegten Primideale. Um also die Galoiserweiterungen von {\displaystyle K} zu klassifizieren, genügt es, die Mengen von Primidealen von {\displaystyle K} zu bestimmen, die als Mengen von vollzerlegten Primidealen auftreten können. Dies geschieht für abelsche Erweiterungen gerade durch die Klassenkörpertheorie; für nicht-abelsche Erweiterungen ist dies noch immer ein ungelöstes Problem, siehe Langlands-Programm.